# Сухиндол
Су̀хиндол е град в Северна България, област Велико Търново. По данни на ГРАО към 15 юни 2023 г. в града живеят 1830 души по настоящ адрес и 1854 души по постоянен адрес.
Градът е административен център на община Сухиндол, чиято територия е разположена в Централна Северна България и заема западната част на област Велико Търново, като общата ѝ площ е 157,55 кв. км. Тя обхваща, заедно с общинския център общо шест селища: Сухиндол и селата Горско Калугерово, Горско Косово, Бяла река, Коевци и Красно Градище. Граничи с общините Павликени, Левски, Летница и Севлиево.

## География
Разположен е в източното подножие на Деветашкото плато. Землището му граничи с тези на селата: Горско Сливово, Коевци, Крамолин, Бяла река, Красно градище, Димча, Върбовка.
Сухиндол се намира и между доста големи градове. На 14 km източно отстои Павликени, а на 50 km югоизточно е столицата на Втората Българска държава – Велико Търново. На 24 km северно е град Левски, а малко по на север на 62 km от Сухиндол е Свищов. На 35 км югозападно е Севлиево. Северно от Сухиндол протича река Лома, десен приток на река Осъм, на югозапад се намират стените на язовир „Ал. Стамболийски“.

## История
Съществуването на Сухиндол датира най-вероятно още отпреди началото на нашето хилядолетие. По предания се предполага, че то е много по-старо селище, но точната датировка не може да се определи. В местността Селце има останки от селище от II-V в. сл. Хр., а в местността Драчево се е намирала средновековната крепост Дирица.

## Демографска характеристика
Първите официални данни след 1944 г. са от 1946 г., когато населението на Сухиндол наброява 4725 души. От този момент се забелязва намаляване – през 1956 г. – 4125, през 1965 г. – 3693, до преброяването през 1985 г. – 2745 души.
Преброяване на населението през 2011 г.
Численост и дял на етническите групи според преброяването на населението през 2011 г.:
|                     | Численост | Дял (в %) |
| Общо                | 1810      | 100,00    |
| Българи             | 1248      | 68,95     |
| Турци               | 317       | 17,51     |
| Цигани              | 66        | 3,64      |
| Други               | 3         | 0,16      |
| Не се самоопределят | 106       | 5,85      |
| Неотговорили        | 70        | 3,86      |

## Икономика
- Лозаро-винарска кооперация, създадена през 1901 г.
- Пчеларско дружество „Пчела“

## Забележителности
- Боаза – водопад на 3 км от града, по посока на село Коевци.
- Винарска изба „Гъмза“ – първата кооперативна изба в България и на Балканите създадена през 1909 г.
- Върбака – местност с хубава поляна, на която се празнува Трифон Зарезан на река Росица близо до местността Острок.
- Иванковец – местност на 4 км югозападно от Сухиндол, носеща името на средновековното село Иванковец, населявано от родовете с общ корен Аневи и Ванкови.
- Кайряка – Гола (незалесена) местност, където преобладават варовици, на юг от Сухиндол.
- Маджарската дупка – намира се в скалните образувания под Сухиндолския връх.
- Останки от средновековен манастир, около 1 км източно, намиращи се в настоящата нива над разклона за с. Димча.
- Острок – местност на река Росица, на която се пресичат пътя за Красно Градище, за „Ал. Стамболийски“ и за Сухиндол.
- Римски път – останки – на 3 км югозападно.
- „Селце“ – останки от римско селище, на около 1 км южно. Каптажът на питейна вода, направен по времето на Римската империя, се използва и до днес.
- Сопотската стена – скала с характерен профил, даваща основния облик на панорамата на града.
- Сухиндолският връх – изгаснал вулкан, северно от града.
- Трескавец – местност на 4 км югоизточно, главно използвана за аграрни дейности (бостани, градини, пчелини).
- Язовир „Ал. Стамболийски“ – замислен в периода между двете световни войни, строен през първата половина на 40-те години на XX в. под ръководството на немски инженери, довършен през 50-те години на XX век в рамките на бригадирското движение. Първият голям язовир в България и най-големия в Северна България.

## Редовни събития
- 14 февруари – отбелязване на празника Трифон Зарезан, свързан с лозарството и винопроизводството, тъй като Сухиндол е винарски център. Празнува се с атрактивен ритуал, зарязване и шествие. Единственото място в България, където 14 февруари се почита по този начин.
- 21 август – Честване на годишнина от рождението на Българския летец Петко Попганчев
- 11 ноември – Честване на годишнина от рождението на Марко Вачков

## Други
- На Сухиндол е наречена улица в квартал „Сухата река“ в София (Карта).
- Морският нос Сухиндол на остров Смит, Южни Шетландски острови е наименуван в чест на град Сухиндол.[4]
- Първата кооперативна изба в България „Гъмза“ 1909 г.
- Назначен първия щатен библиотекар в България.
- Внесена първата пръскачка за лозе от Франция.
- Най-голямата селска билбиотека в България до 1970 г.

### Специфични думи
Куркуда, будама, трънкулка (джанка), тригя (тригия), кайгана (палачинка), плакенда (тутманик), ишумик (извара), делибаш (хулиган), забутело (загнило), папур (царевично стъбло), наджак (брадва), лапчуни (терлици), мастакулки, палапушник, патлангач, пунгия, шушлоп (кистата бобелени от царевицата), капуш (кърлеж), таранкоулу.

### Кухня
Клавиши (Агнеса) – сладкиш, направен от смес подобна на блат за кекс и заливка, яйца и захар;
Свинска чорба – приготвя се от свинско месо (сладкия кокал на прасето) нарязано на ситно, зелева чорба и фиде.

### Известни личности
- Антон Коджабашев – Трикратен световен и трикратен европейски шампион по вдигане на тежести в категория до 56 кг.
- Божидар Стойчев – футболист (играл в ЦСКА София и Академик София, Бдин Видин, настоящ отбор – Нефтохимик Бургас)
- Васил Неделчев – даскал Васил Неделчев виден читалищен деец, (1839 – 1876 г.) от с. Горни турчета (днес Бяла черква) създател на читалище „Трезвеност“.
- Васил Карамочев – летец.
- Ганчо Драгиевв – местен общественик и просветен деец, първият щатен библиотекар в България.
- Иван Денчев Немия – цигулар, един от основателите на детска музикална школа към читалище „Трезвеност“ Сухиндол.
- Иван Манев – кинооператор.
- Кирил Анев – скулптор.
- Кина Гърбова – наричана още Кина Двулевката – единственият обикновен човек от народа, чийто лик попада върху националната ни валута.
- Крум Русев – учител по музика, читалищен деец, ръководител на струнен оркестър, духова музика, смесен хор.
- Марко Вачков – Марко Колев Вачков виден български кооперативен деец, роден в Сухиндол (1866 – 1936). Книжовник, публицист, преводач, читалищен деец.
- Милка Диманова – художник.
- Неделчо Цанев Анев – Ботев четник, загинал след предателство край гр. Враца.
- Петко Попганчев – Летец изпитател, роден в Сухиндол (1905 – 1983).
- Русан Христов Мирчев – четник от втората чета на Ботев с войвода Тотю войвода.
- Трифон Драгиев – създател и дългогодишен генерален директор на ЛВК Сухиндол.
- Христо Гърбов – Христо Викторов Гърбов е български театрален и филмов актьор.
- Христо Тихинов – първият генерал от Сухиндол.
- Христо Русанов Мирчев – първият генерален директор на Винпром Сухиндол, внук на Русан Христов Мирчев и деятел за превръщането на Сухиндол в град.